# ميخائيل برايسون
ميخائيل برايسون (بالإنجليزية: Michael Bryson)‏ هو صحفي أمريكي، ولد في 22 أغسطس 1942، وتوفي في 22 مايو 2012.